# Motor Development International

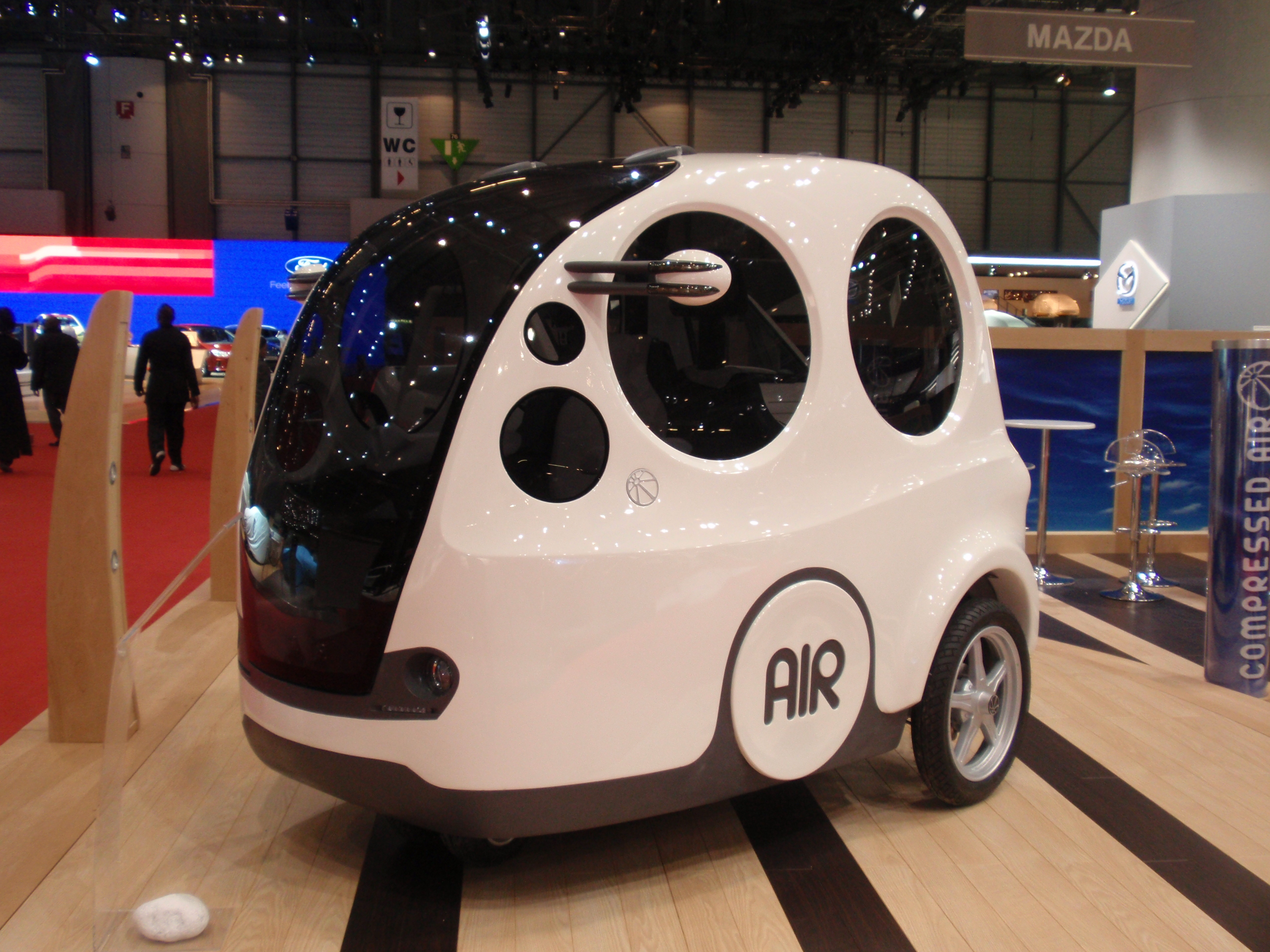
AIRpod

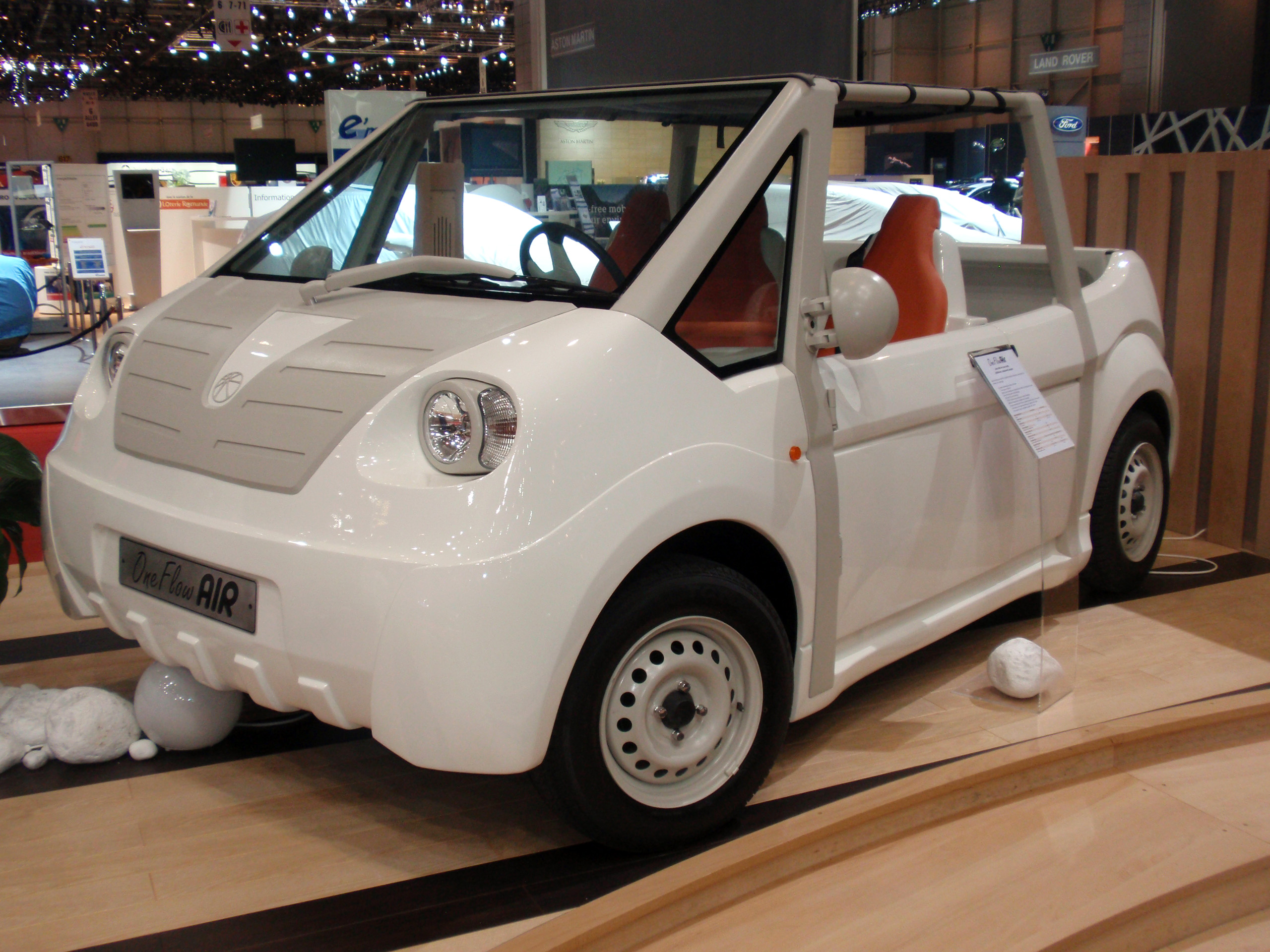
One Flow Air

Motor Development International (MDI) — люксембурзька компанія з виробництва автомобілів з приводом від стиснутого повітря. Заснована 1991 французьким інженером Гаєм Негре.
Основні виробничі потужності компанії знаходяться у місті Каррос (Франція).
Компанія є виробником лінійки міських автомобілів, що базуються на ідентичній концепції, розробленій Гаєм Негре. Лінійка включає моделі AIRpod, AIROne, AIRCity, AIRFamily, AIRVan та AIRMulti. Деякі моделі доступні в версіях гібридів — з використанням додаткових двигунів зовнішнього згоряння.
Оригінальна початкова концепція гібридного автомобіля була наступною: на малих обертах він рухався за рахунок стисненого повітря, а на великих — за допомогою звичайного двигуна внутрішнього згоряння. Концепція була розроблена у середині 1990-х.
В подальшому концепція була доведена до виключно автомобілів, що використовують виключно стисле повітрі. В основі концепції лежить мотор, за конструкцією схожий до звичайного двигуна внутрішнього згоряння. Він складається з двох основних і двох допоміжних циліндрів. Тепле повітря засмоктується з атмосфери і додатково підігрівається. Потім воно потрапляє в камеру, де змішується зі стиснутим повітрям, яке надходить з «паливних» балонів. Внаслідок розширення повітря з балонів охолоджується до -100°C. Його змішування з розігрітим повітрям призводить до компенсації зменшення робочого тиску, завдяки чому зростає ККД двигуна. В гібридних версіях підігрів стисненого повітря забезпечує двигун зовнішнього або внутрішнього згоряння.
В конструкціях автомобілів присутні ультралегкі сплави і пластмаси, завдяки яким машина має невелику вагу і ціну.

## Цікавий факт
Автомобілі MDI є надзвичайно дружніми до навколишнього середовища. Навіть у разі вироблення електроенергії для стиснення повітря на вугільній електростанції, вони все одно залишаються більш екологічними, ніж будь-який автомобіль на бензиновому двигуні, і навіть чистішими, ніж електромобілі, яким потрібні складні акумулятори, що містять токсичні речовини.